# Administrative Distanz
Die administrative Distanz (englisch administrative distance) ist ein festgelegter Wert, mit dem in Cisco-Router-Netzwerken mit Hilfe von Priorisierung ein Pfad gewählt wird, falls verschiedene Routing-Protokolle für dasselbe Ziel verschiedene Pfade vorsehen.

## Hintergrund
Da auf einem Router häufig verschiedene Routingprotokolle laufen und somit mehrere Quellen für Pfadinformationen zur Verfügung stehen, dient diese Methode dazu, auf deterministische Weise einen Pfad auszusuchen, wenn sich die verschiedenen Protokolle widersprechen. Beispielsweise könnte OSPF für ein bestimmtes IP-Präfix das Interface X bestimmen, wohingegen internes BGP für dasselbe Präfix Interface Y vorsähe und eine manuell konfigurierte statische Route das Interface Z. In diesem Fall muss klar geregelt sein, welche dieser einander widersprechenden Angaben der Router als Basis für seine Forwardingentscheidungen nehmen soll. In diesem Beispiel „gewinnt“ die statische Route, da sie die niedrigste administrative Distanz hat (vgl. den folgenden Abschnitt).

## Bestimmung der administrativen Distanz
Nicht immer reicht die Metrik als Entscheidungskriterium für einen Weg aus. Lernt ein Router für ein Ziel zwei Routen, z. B. weil der Administrator eine statische Route konfiguriert hat und das dynamische Routingprotokoll eine Alternative anbietet, muss er auswählen, welchen Pfad er in der Routingtabelle eintragen will. Zur Lösung dieser Entscheidungssituation dient die administrative Distanz, die die Vertrauenswürdigkeit des Weges wiedergibt. Gemäß diesem Kriterium genießen direkt angebundene Netze das größte Vertrauen, gefolgt von statischen Routen und dann abgestuft nach Routingprotokoll den dynamischen Konzepten. Zum Beispiel wird eine OSPF-Route mit administrativer Distanz von 110 gegenüber einer RIP-Route mit einer administrativen Distanz von 120 bevorzugt.

### Cisco
Folgende Tabelle zeigt die Voreinstellung der administrativen Distanzen verschiedener Protokolle für Cisco-Router:
| Protokoll                                            | administrative Distanz |
| ---------------------------------------------------- | ---------------------- |
| Directly connected                                   | 0                      |
| Static route                                         | 1                      |
| EIGRP summary route                                  | 5                      |
| External BGP                                         | 20                     |
| Internal EIGRP                                       | 90                     |
| IGRP                                                 | 100                    |
| OSPF                                                 | 110                    |
| IS-IS                                                | 115                    |
| RIP                                                  | 120                    |
| EGP                                                  | 140                    |
| ODR                                                  | 160                    |
| External EIGRP                                       | 170                    |
| Internal BGP                                         | 200                    |
| Floating Static Route (bsp. Standard-Route per DHCP) | 254                    |
| Unknown                                              | 255                    |

### Extreme Networks
Folgende Tabelle zeigt die Voreinstellungen der administrative Distanzen für ExtremeXOS / Switch-Engine:
| Protokoll          | administrative Distanz |
| ------------------ | ---------------------- |
| Directly connected | 10                     |
| MPLS               | 20                     |
| Blackhole          | 50                     |
| Static             | 1100                   |
| HostMobility       | 1150                   |
| ICMP-Redirect      | 1200                   |
| Fabric             | 1699                   |
| eBGP               | 1700                   |
| iBGP               | 1900                   |
| OSPFintra          | 2200                   |
| OSPFinter          | 2300                   |
| IS-IS              | 2350                   |
| IS-IS L1           | 2360                   |
| IS-IS L2           | 2370                   |
| RIP                | 2400                   |
| OSPF AS Ext        | 3100                   |
| OSPF Ext1          | 3200                   |
| OSPF Ext2          | 3300                   |
| IS-IS L1 Ext       | 3400                   |
| IS-IS L2 Ext       | 3500                   |
| Bootp              | 5000                   |

Folgende Tabelle zeigt die Voreinstellungen der administrative Distanzen für Extreme VOSS / Fabric-Engine:
| Protokoll | administrative Distanz |
| --------- | ---------------------- |
| Local     | 0                      |
| Static    | 5                      |
| SPBm L1   | 7                      |
| OSPFintra | 20                     |
| OSPFinter | 25                     |
| eBGP      | 45                     |
| RIP       | 100                    |
| OSPF Ext1 | 120                    |
| OSPF Ext2 | 125                    |
| iBGP      | 175                    |